# Ponapérupsvogel
De ponapérupsvogel  (Edolisoma insperatum synoniem: Coracina insperata)  is een zangvogel uit de familie Campephagidae (rupsvogels). Deze vogel werd vroeger beschouwd als een ondersoort van de sahoelrupsvogel (E. tenuirostre), die toen nog monniksrupsvogel heette.

## Verspreiding en leefgebied
Deze vogel is endemisch op het eiland Pohnpei (oude naam Ponapé) in de eilandengroep Carolinen in de staat Micronesië.

## Status
De grootte van de populatie is in 2012 geschat op 1000-2500 volwassen vogels. Het verspreidingsgebied is erg klein en de aantallen nemen af door habitatverlies. Op de Rode lijst van de IUCN heeft deze soort daarom de status bedreigd.